# ジョフロワ1世 (アンジュー伯)
ジョフロワ1世（Geoffroy Ier d'Anjou, 938/40年 - 987年7月21日）は、アンジュー伯（在位：960年 - 987年）。グリズゴネル（Grisegonelle、灰衣伯）といわれる。

## 生涯
ジョフロワ1世はアンジュー伯フルク2世とジェルベルジュの間の長男として生まれ、960年ごろに20歳ほどで父からアンジュー伯位を継承した。ジョフロワはモー伯ロベール・ド・ヴェルマンドワとアデライード・ド・ヴェルジーの娘アデールと結婚した。アデールは西フランク王ロベール1世の子孫にあたり、父方はカール大帝の男系子孫であった。この結婚により、アンジュー家は最高位のフランス貴族の仲間入りをすることができた。
ジョフロワはまず、領地を守る上で戦略上重要な地域に、自身の権力基盤としてアンジェの城を作ることから始めた。アンジェにあるサン＝トーバンとサン＝セルジュの修道院の土地が、彼の最も忠実な支持者たちに利益をもたらした。このことについて、ジョフロワはフルクおよびモーリスの二人の息子に次のように忠告している：「多くの友人を持つ一族で衰退した一族はない。だから、友人を持つ忠実な人々を大切にするようにしなさい。」。　アンジュー家の権力拡大の主な方法の一つは血縁関係の構築であったが、ジョフロワは様々な方法を用いてその支配力を発揮した。ジョフロワの父フルク2世は、ナント伯（ブルターニュ公アラン2世）の未亡人との結婚によりナントの支配権を手に入れたが、ジョフロワはナント伯（ブルターニュ公）グエレスに自らを領主と認めさせることにより、引き続きナントを支配した。メーヌに関しては、メーヌ伯と、ル・マンの子爵や司教との間の対立をジョフロワは利用した。971年頃、司教シジュフロワとの同盟のため、ル・マン教区の保護を約束した。973年、ジョフロワは娘エルマンガルド＝ジェルベルジュをブルターニュ公コナン1世と結婚させたが、コナンはジョフロワと次第に敵対するようになり、982年には初めてコンクレイユで戦いが起こったが、ジョフロワが勝利した。
ジョフロワは、妹アデライード＝ブランシュがアキテーヌ地方の有力な貴族であるジェヴォーダンおよびフォレ伯エティエンヌと結婚し、エティエンヌの死後はアデライードがそれらの領地を支配していた関係から、アキテーヌ地方にも影響力を持っていた。甥のポンスとベルトランは伯位を継承し、姪のアルモディスはラ＝マルシュおよびペリゴール伯アダルベール1世と結婚した。975年、ジョフロワは弟ギーをル＝ピュイ伯および司教に任命した。982年、ジョフロワは未亡人であった妹アデライード＝ブランシュを、当時15歳であった後の西フランク王ルイ5世と結婚させ、ルイとブランシュはアキテーヌ王および王妃として戴冠した。ジョフロワはこの結婚によりアキテーヌの支配権を得ようしたが、ルイと30歳近く年上のアデライードとの結婚は後に解消された。ジョフロワは最初の妻であるアデールの死後、アデライード・ド・シャロンと再婚し、10年近くシャロン伯領を支配した。また、息子フルク3世とヴァンドームの女子相続人であったエリザベートとの結婚を通して、アンジュー家はヴァンドームの支配権も得た。息子フルクを共同統治者としてまもなく、マルソン要塞を包囲している間の987年7月21日に、ジョフロワは死去した。

## 子女
最初に、モー伯ロベール・ド・ヴェルマンドワとトロワ伯領女子相続人アデライード（ウェラ）・ド・シャロンの娘アデールと結婚し、以下の子女をもうけた。
- エルマンガルド＝ジェルベルジュ（956年頃 - 1024年頃）[3] - ブルターニュ公コナン1世と結婚[9]、後にアングレーム伯ギヨーム4世と結婚[14]。
- フルク3世（970年 - 1040年） - アンジュー伯（987年 - 1040年）[15]
- ジョフロワ（971年 - 977年） - 早世[16]

二度目に、出自に諸説あるが、ブルゴーニュ公ジルベール・ド・シャロンの娘とされるランベール・ド・シャロン（978年没）の寡婦であったアデライード・ド・シャロンと結婚し、1男をもうけた。
- モーリス（980年 - 1038年以前）[19] - シャロン伯[6]